# Alfred Feilchenfeld
Alfred Feilchenfeld (geboren 14. September 1860 in Düsseldorf; gestorben 15. Juli 1923 in Berlin) war ein deutscher Lehrer und Direktor jüdischer Schulen sowie Autor.

## Leben und Wirken
Der Vater Wolf Feilchenfeld war Rabbiner in Düsseldorf und wurde später Oberrabbiner in Posen.
Alfred Feilchenfeld studierte und promovierte. 
Seit etwa 1885 unterrichtete er an der Real- und höheren Töchterschule der Israelitischen Religionsgesellschaft in Frankfurt am Main (Samson-Raphael-Hirsch-Schule). Seit 1889 war er Lehrer an der Talmud-Thora-Schule in Hamburg.
1900 wurde Alfred Feilchenfeld Direktor der Israelitischen Realschule in Fürth. 1914 wurde er zum königlich-bayerischen Gymnasialprofessor ernannt.
Alfred Feilchenfeld war verheiratet und hatte sechs Kinder. Er war ein Bruder von Bernhard Feilchenfeld.

## Publikationen (Auswahl)
Alfred Feilchenfeld veröffentlichte einige Schriften zur jüdischen Geschichte.
Herausgeber
- Denkwürdigkeiten der Glückel von Hameln, 1913, 4. Auflage 1923; Neudruck 1991, übersetzt aus dem Jiddischen

Autor
- Anfänge und Blüthezeit der Portugiesengemeinde in Hamburg, 1897
- Die älteste Geschichte der deutschen Juden in Hamburg, 1898
- Napoleon I. und die Juden, 1899
- Grundzüge der jüdischen Geschichte in nachbiblischer Zeit, 1918